# Angela Stresemann
Angela Stresemann (* 26. Oktober 1952 in Bad Godesberg, Bonn) ist eine deutsche Schauspielerin und Synchronsprecherin.

## Leben und Karriere
Angela Stresemann studierte zunächst Pharmazie und absolvierte dann eine Schauspielausbildung an der Otto-Falckenberg-Schule in München. Es folgten Theaterengagements u. a. in München und Hamburg.
Bekanntheit erlangte Angela Stresemann vor allem durch ihre zahlreichen Fernsehrollen. Sie übernahm dabei mehrere durchgehende Serienrollen, wiederkehrende Episodenrollen und auch Gastrollen. Angela Stresemann ist außerdem als Synchronsprecherin tätig.

## Filmografie (Auswahl)
- 1984–1999: Tatort
  - 1984: Heißer Schnee
  - 1985: Irren ist tödlich
  - 1996: Parteifreunde
  - 1998: Voll ins Herz
  - 1999: Traumhaus
- 1988: Ein Fall für zwei – Der Mann auf dem Foto
- 1994: Unser Lehrer Doktor Specht
- 1994–1996: Adelheid und ihre Mörder
- 1995: Polizeiruf 110 – Roter Kaviar
- 1998: Polizeiruf 110 – Mordsmäßig Mallorca
- 2001: Polizeiruf 110 – Kurschatten
- 2003: Der Seerosenteich (2-teiliger Film)
- 2007: Elvis und der Kommissar
- 2008: Küstenwache

## Synchronarbeiten (Auswahl)
- 2015–2022: Grace and Frankie als Frances „Frankie“ Bergstein für Lily Tomlin
- 2018: The Detail als Fiona Currie für Wendy Crewson